# 1375
1375 (MCCCLXXV) var ett normalår som började en måndag i den julianska kalendern.

## Händelser

### Oktober
- 24 oktober – Vid Valdemar Atterdags död utropar hans dotter Margareta sin son Olof Håkansson till kung av Danmark, med henne som förmyndare.

### Okänt datum
- Håkan Magnusson anfaller Sverige för att hävda innehavet om de län, som Magnus Eriksson fick 1371 (troligtvis detta år).
- Äventyrsromanen "Unge Alexander" på knittelvers översätts till svenska, vilket gör att forskarna från och med detta år räknar med en ny svensk språkform, yngre fornsvenska.
- Nils Hermansson blir biskop av Linköpings stift.
- Kaiserslautern blir slutgiltigt en del av Kurpfalz.

## Födda
- Robert Campin, flamländsk målare.
- Pol de Limbourg, holländsk målare.

## Avlidna
- 31 januari – Margareta Drummond, drottning av Skottland 1364–1369 (gift med David II) (sista gången omnämnd detta datum; troligen död strax därefter)
- 24 oktober – Valdemar Atterdag, kung av Danmark sedan 1340.
- 21 december – Giovanni Boccaccio, italiensk författare.